# Nikolái Ostrovski
Nikolái Alekséievich Ostrovski (en ruso: Николай Алексеевич Островский; 29 de septiembre de 1904-22 de diciembre de 1936) fue un escritor soviético, adscrito a la corriente del realismo socialista. Su obra más importante es la novela Así se templó el acero, basada en experiencias de su infancia y en sus experiencias durante de la revolución bolchevique.

## Biografía
Ovstrovsky nació en una pequeña población de Ucrania el 29 de septiembre de 1904, en una familia proletaria, (su padre y hermano mayor fueron obreros) y asistió a la escuela de la parroquia local en Viliya, donde fue un estudiante destacado. En 1914 su familia se trasladó a la ciudad de Shepetivka, que era un nudo ferroviario donde Nikolái empezó a trabajar en varios oficios. Se afilió al Partido Comunista (Bolchevique) de Ucrania en 1917, y en ese mismo año se presume que contrajo espondilitis anquilosante. En julio de 1918 ingresó en el Komsomol (juventudes comunistas) y en septiembre se integró en las filas del Ejército Rojo, en la brigada de caballería de Kotovski y más tarde en el Primer Ejército de Caballería. En 1920 fue gravemente herido en combate y además contrajo el tifus. Tras su recuperación reingresó en las filas del ejército y fue herido nuevamente. 
En 1921 comenzó a trabajar como electricista en los talleres del ferrocarril en Kiev y también como secretario del Komsomol local. Debido a que padeció tifus y reumatismo crónicos fue sometido en 1922 a un tratamiento en el sanatorio de Berdyansk. En 1922 fue oficialmente declarado inválido de guerra, a pesar de lo cual continuó trabajando y fue nombrado comisario del segundo batallón de formación del Ejército Rojo y secretario del Komsomol de Berezdiv, en Ucrania occidental. En enero de 1924 fue a Iziáslav como directivo del comité del Komsomol y en agosto fue aceptado como miembro del Partido Comunista. En 1925 su salud se había deteriorado mucho más y fue ingresado en un sanatorio en Crimea. A pesar de tener casi una parálisis total hizo cursos por correspondencia con la Universidad Comunista Sverdlov de Moscú, que completó en junio de 1929. En agosto de ese año perdió la visión. 
Lejos de ser doblegado por su inmovilidad y su ceguera, en 1930 comenzó a escribir su primera novela Así se templó el acero. Ostrovski escribió también artículos periodísticos en periódicos y revistas y era frecuentemente entrevistado en la radio. En abril de 1932 se asoció al comité de Moscú de la Asociación de Escritores Proletarios y en junio se lo hizo también a la Unión de Escritores Soviéticos. El primero de octubre de 1935 se le otorgó la Orden de Lenin. 
Después de padecer parálisis y ceguera por varios años, (resultado de la espondilitis anquilosante) falleció el 22 de diciembre de 1936 a la edad de 32 años. Su segunda novela, Engendrados por la tempestad, quedó inconclusa. Esta novela estaba basada en sus experiencias de la guerra civil en Ucrania.

## Legado
Su novela Así se templó el acero está considerada una obra muy influyente dentro de la literatura comunista. En los años setenta del siglo XX, se publicó una versión en español. En la antigua URSS se erigió en su memoria en Moscú, el "Museo Ostrovski" y el "Centro Humanitario Ostrovsky", donde se preservan su estudio y su recámara, así como objetos personales y parte de sus documentos. También se recogen en estos institutos vitrinas con varios artículos que pertenecieron a Nikolái Fenomenov y Ludmilla Rogova, que fueron también escritores discapacitados.

«Lo más preciado que posee el hombre es la vida, se le otorga una sola vez y hay que saber vivirla de modo que al final de los días no se sienta pesar por los años pasados en vano, para que no exista una angustia por el tiempo perdido y para que al morir se pueda exclamar “toda mi vida y todas mis fuerzas han sido entregadas a la causa más noble en este mundo, la lucha por la liberación de la humanidad”.»

### Adaptaciones cinematográficas
- Películas basadas en sus obras

- Datos: Q271853
- Multimedia: Nikolai Ostrovsky / Q271853